# Liste entwidmeter Kirchen in der Evangelisch-lutherischen Landeskirche Hannovers

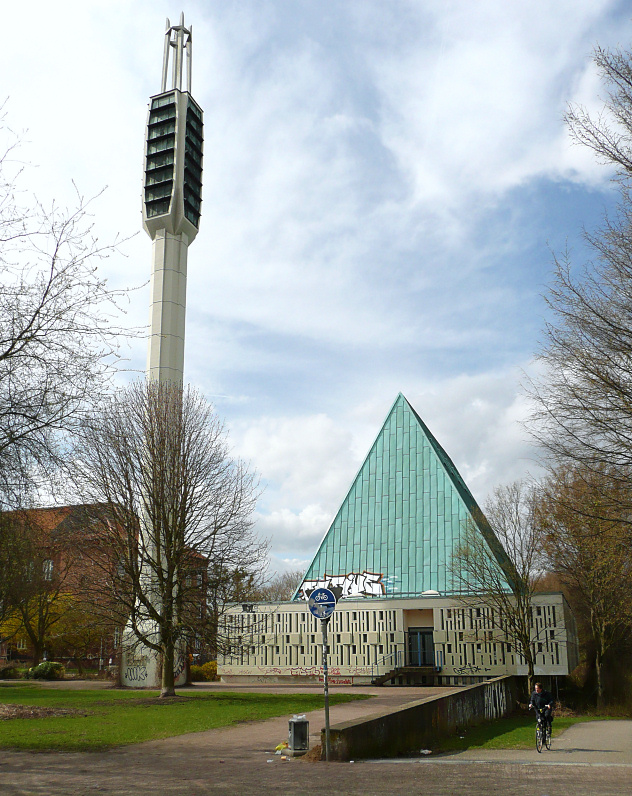
Ehemalige Gerhard-Uhlhorn-Kirche in Hannover

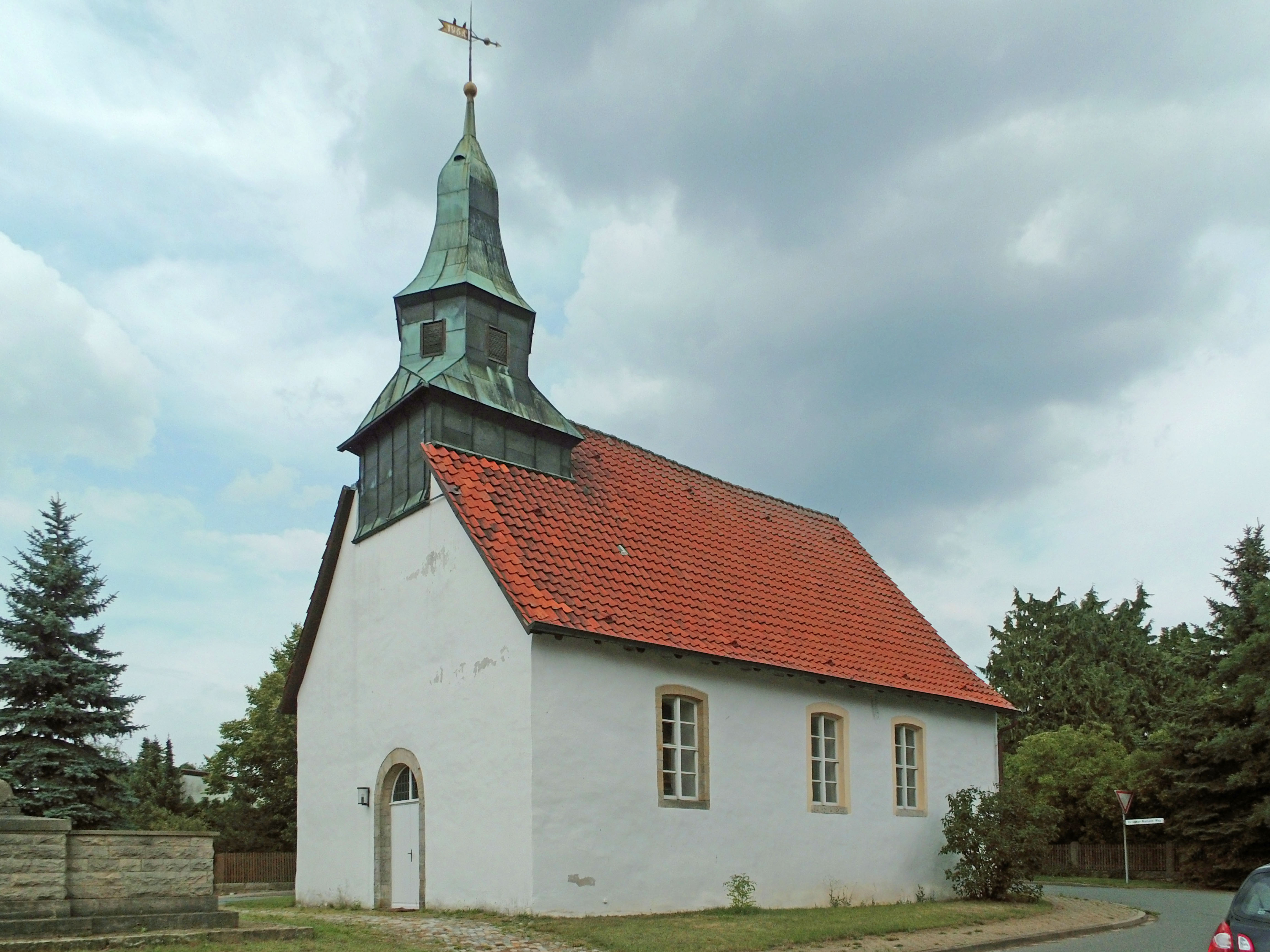
Ehemalige Kirche in Rennau

Die Liste entwidmeter Kirchen in der Evangelisch-lutherischen Landeskirche Hannovers führt Kirchengebäude der Evangelisch-lutherischen Landeskirche Hannovers auf, die entwidmet oder geschlossen wurden. Sie wurden oder werden verkauft, umgebaut oder abgerissen. In den Jahren von 2020 bis 2021 wurden 20 Kirchen und Kapellen, also mehr als ein Prozent der über 1650 bestehenden Kirchen und Kapellen, entwidmet.

## Profanierte Kirchen und Kapellen
- Arholzen, Kirche: 1609 erbaut, 1974 für den Bau einer neuen Ortsdurchfahrt abgerissen.
- Bad Salzdetfurth, Stadtteil Bodenburg, St. Laurentii: Aufhebung der Pfarrstelle 1912 (mit St. Johannis vereinigt). Die Kirche wurde 1938 als gottesdienstliche Stätte aufgegeben und im Zweiten Weltkrieg zeitweilig als Lagerraum genutzt. 1948 der katholischen Gemeinde zur Verfügung gestellt und 1973 an dieselbe verkauft.
- Bremerhaven, Stadtteil Leherheide, Lukaskirche: 1. Advent 1964 eingeweiht, 2023 entwidmet,[2] 2025 abgerissen[3]
- Dassel, Ortsteil Relliehausen, Marienkapelle: 2012 entwidmet
- Dassel, Ortsteil Markoldendorf, Marienkapelle: 2019 entwidmet und verkauft
- Dörverden, Ortsteil Barme, St.-Georg-Kirche: 1. Oktober 1967 eingeweiht, 2007 an eine evangelische Freikirche übergeben.
- Duderstadt, Ortsteil Westerode, Kapelle: 1901 erbaut, 2017 entwidmet, an privat verkauft[4]
- Einbeck, Neustädter Kirche St. Marien: als Kirche 1318 erstmals erwähnt, 1962 wegen Baufälligkeit entwidmet und abgebrochen und 1968 durch einen Neubau ersetzt
- Geeste, Ortsteil Osterbrock, Friedrich-von-Bodelschwingh-Kapelle: Oktober 2022 entwidmet
- Hameln, Garnisonkirche: 1713 erbaut, bis 1843 als Kirche genutzt, seit 1929 durch Stadtsparkasse Hameln genutzt
- Hannover, Stadtteil Bornum, Gemeindezentrum: 1967 eingeweiht, 2002 geschlossen, 2003 abgerissen
- Hannover, Stadtteil Calenberger Neustadt, Garnisonkirche am Goetheplatz: 1892–96 erbaut, in den 1950er Jahren entwidmet und verkauft, 1959 abgerissen[5]
- Hannover, Stadtteil Groß-Buchholz, Messiaskirche: 1974–75 erbaut, 2008 geschlossen, 2009 abgerissen
- Hannover, Stadtteil Hainholz, Ansgarkirche: 1965 eingeweiht, 2001 Turm abgetragen, seit mindestens 2005 Nutzung als Magazinbau des Landeskirchlichen Archivs[6]
- Hannover, Stadtteil Ledeburg, Bodelschwinghkirche: 1963/64 erbaut, 2021 entwidmet, Abriss und Neubebauung mit Wohnungen geplant
- Hannover, Stadtteil Leinhausen, Gustav-Adolf-Kirche: 1965–71 erbaut, 2007 entwidmet, seit 2009 Nachnutzung als Synagoge der Liberalen Jüdischen Gemeinde Hannovers[7]
- Hannover, Stadtteil Linden-Nord, Gerhard-Uhlhorn-Kirche: 1963 eingeweiht, 2012 entwidmet, 2016 Verkauf, seit 2018 Umbau zum Studentenwohnheim[8]
- Hannover, Stadtteil List, Johanneskirche: 1967 erbaut, 2014 entwidmet[9]
- Hannover, Stadtteil Ricklingen, Maria-Magdalenen-Kirche: 2009 entwidmet, Nachnutzung als Jüdisches bucharisch-sefardisches Zentrum Deutschlands[10]
- Hannover, Stadtteil Stöcken, Corvinuskirche: 1960–62 erbaut, 2012 entwidmet, 2021 Abriss
- Hannover, Stadtteil Südstadt, Athanasiuskirche: 1962–64 erbaut, 2013 entwidmet und 2015 an den Investor Felsmann verkauft. Unter anderem  beherbergt das Gebäude nun das Haus der Religionen.[11]
- Hannover, Stadtteil Vahrenwald, Vahrenwalder Kirche: 1947–50 erbaut, 2013 entwidmet, Abriss und Neubau
- Hann. Münden, St.-Aegidien-Kirche: 2008 entwidmet.
- Hann. Münden, Stadtteil Hermannshagen, St. Matthäus: 1960–62 erbaut, 2011 entwidmet, 2018 verkauft
- Lenne, Kapelle: 1705 erbaut, 1968 geschlossen, weil eine neue Kirche erbaut worden war, danach als katholische St.-Anna-Kapelle genutzt, später profaniert und zum Wohnhaus umgebaut
- Melle, Ortsteil Düingdorf, Kapelle/Gemeindehaus: Mai 2012 entwidmet; weiter genutzt von einer evangelischen Freikirche.
- Moringen, Martinikirche: 1982 an Künstler verkauft, heute Kerzenfabrik[12]
- Norden, Gnadenkirche Tidofeld: 1961 erbaut, 2005 entwidmet.
- Osnabrück, Melanchthonkirche: 1962–63 erbaut, 1. Februar 2015 entwidmet.[13]
- Rennau, Kirche: 13. April 2025 entwidmet, Verkauf an privat[14]
- Surwold, Ortsteil Börgermoor, Kapelle Zur Gnade Christi: 1965 erbaut, 2017 entwidmet.[15]
- Wedemark, Ortsteil Bissendorf-Wietze, Christophoruskirche: Dezember 1968 eingeweiht,[16] 29. September 2023 letzter Gottesdienst und Entwidmung.[17]
- Wennigsen, Wennigser Mark, Corvinuskapelle: 29. November 1964 geweiht, 2. März 2014 entwidmet.[18]
- Wolfsburg, Stadtteil Stadtmitte, Arche: 1968–72 erbaut, 2008 entwidmet, verkauft und zu einer Jugendherberge umgebaut
- Wolfsburg, Stadtteil Rabenberg, Johanneshaus (Gemeindehaus): 2016 abgerissen, 2017/18 Wohnblock auf dem Grundstück erbaut[19]
- Wunstorf, Johanneskirche: 1974–75 erbaut, 2012 entwidmet,[20] 2014 abgerissen,[21] 2014–15 neues Diakonie- und Gemeindezentrum erbaut